# Comitas kamakurana
Comitas kamakurana é uma espécie de gastrópode do gênero Comitas, pertencente a família Pseudomelatomidae.